# Коломбо (футбольний клуб)
Футбольний клуб «Коломбо» або просто «Коломбо» (англ. Colombo Football Club) — ланкійський футбольний клуб з однойменного міста. Виступає в Прем'єр-лізі Шрі-Ланки, найвищому футбольному дивізіоні країни. Триразовий переможець Діалог Прем'єр-ліги Шрі Ланки. У 2015 році виграв Кубку ФА Шрі-Ланки, перемігши 4 липня у фінальному поєдинку на стадіоні «Сугатхадаса» з рахунком 1:0 «Блу Стар». ФК «Коломбо» оформив «Золотий хет-трик» після перемоги в Лізі чемпіонів Діалог 2017/18 років (чемпіонське плей-оф Прем'єр-ліги), перемігши 14 січня 2018 року на «Рейс Курс» «Реновн». Девіз клубу — «Гордість міста Коломбо», який у 2017 році оголосив засновник та власник клубу Саіф Юсуф.

## Історія
Заснований у квітні 2008 року, ФК «Коломбо» був створений для підтримки у вихованні талановитих гравців з Чемпіонату міста Коломбо та Чемпіонату Коломбо. У сезоні 2009/10 років дебютував у третьому дивізіоні чемпіонату Шрі-Ланки. А вже наступного сезону команда дійшла до фіналу чемпіонату, де на стадіоні «Вернон Фернанду» в Калутарі х рахунком 0:2 поступилася «Матарі».
Свій перший трофей столична команда виграла 25 квітня 2010 року, обігрвши з рахунком 3:2 «Джава Лейн», завдяки чому отримала Срібний Кубок. У сезоні 2011/12 років «Коломбо» дійшов до півфіналу Другого дивізіону, поступившись у серії післяматчевих пенальті (4:5) майбутньому переможцю турніру (основний час матчу завершився нічийним рахунком, 1:1). Того сезону усі чотири півфіналісти турніру («Супер Сан», «Сівіл Сек'юриті», «Солід» та «Коломбо») вийшли до Дивізіону 1.

### Ліга чемпіонів Діалог
У дебютному сезоні Діалог Ліги чемпіонів 2014/15 ФК «Коломбо» завершив у верхній частині таблиці чемпіонату, проте була введена система плей-оф, яка об'єднала 8 найкращих команд разом. У 1/4 фіналу плей-оф суперником столичного колективу був «Дон Боско». ФК «Коломбо» поступилися з рахунком 2:3 на стадіоні «Вернон Фернанду» в Калутарі.
У сезоні 2015/16 років ФК «Коломбо» переміг у Кубку Ліги чемпіонів Діалог. У напруженій боротьбі серед топ-8 чемпіонату країни, в останньому турі чемпіонського плей-оф столична команда здобула мінімальну перемогу, яка дозволила їй вперше в історії виграти чемпіонський титул. «Реновн» набрав однакову з ФК «Коломбо» кількість очок. Столична команда виграла 23 матчі та зазнала лише однієї поразки в сезоні. В останньому турі вони перемогли «Армі». Гравець ФК «Коломбо» Дімітрі Бодріє був визнаний найціннішим гравцем чемпіонату.
У сезоні 2016/17 років «Коломбо» захистив титул переможця Прем'єр-ліги. Цього разу столичній команді вдалося мінімально обійти «Армі» та «Реновн». В останньому турі ФК «Коломбо» обіграв «Реновн» й випередив на одне очко в турнірній таблиці «Армі».
«Коломбо» оформив «Золотий Хет-трик» третім поспіль чемпіонством Шрі-Ланки, перемігши 14 січня 2018 року у фіналі з рахунком 1:0 «Реновн». Зазнавши єдиної поразки в чемпіонаті від «Супер сан», столичний клуб відзначився далеко не найбільшою кількістю забитих м'ячів (понад 6 у 4-х матчах). Важливу роль у цьому результаті відіграли воротар команди Кавіш Лакпрія, а також нападники Мохамед Фазал та Мохамед Насір.

### Кубок Шрі-Ланки
ФК «Коломбо» дебютував у національному кубку 2009 року, де вибув у четвертому раунді турніру.
У Кубку ФА Холсіма 2010, «Коломбо» став першим клубом третього дивізіону, який вийшов до 5-го раунду Кубка Шрі-Ланки, організованого Федерацією футболу Шрі-Ланки. На цій стадії столична команда поступилася «Поліс» (0:4).
У 2014 році «Коломбо» дійшов до півфіналу, де поступився «Армі» (1:2).
Столичний клуб став переможцем Кубку ФА Каргілс, обігравши 4 липня 2015 року у фінальному поєдинку «Блу Стар» (1:0) на стадіоні «Сугатхадаса».
У 2016 році дійшов до півфіналу турніру, де поступився «Армі» з рахунком 0:1.
У 2017 році ФК «Коломбо» продовжував виступати у кубку країни, згідно з регламентом турніру без легіонерів, успішно дійшовши півфіналу, де з рахунком 2:3 поступився «Армі», завершивши виступи в 55-му розіграші турніру.

### Трофей Президента міського чемпіонату
У фіналі розіграшу Кубку президента 2016 «Коломбо» поступився «Реновн», проте в фіналі наступного розіграшу з рахунком 4:2 обіграв «Джава Лейн». На шляху до фіналу «Коломбо» обіграв «Моргасмуллу» (2:0), проте поступився «Саундерс». У півфіналі обіграв «Реновн», а «Джава Лейн» переграв «Моргасмуллу».

### Кубок АФК 2017
Після чемпіонства у сезоні 2015/16 років ФК Коломбо отримав право стартувати у передкваліфікаційному раунді Кубка АФК, де його суперником став гранд індійського футболу «Мохун Баган». Перший матч відбувся 31 січня 2017 року на «Коломбо Рейскарс», в якому індійська команда перемогла з рахунком 2:1. Другий матч відбувся тиждень по тому в Колькаті, де «Мохун Баган» знову виграв з рахунком 2:1, а також продовжив свій шлях у Кубку АФК.

### Кубок АФК 2018
Після другого поспіль чемпіонства в Прем'єр-лізі 2016/17 «Коломбо» вдруге в своїй історії брав участь у Кубку АФК. Проте через безвідповідальність Федерації футболу Шрі-Ланки жоден клуб цієї країни не отримав ліцензію на участь у змаганні, через що «Коломбо» не зумів зіграти жодного поєдинку на турнірі.

## Досягнення

### Національні
Чемпіонат
- Прем'єр-ліга Шрі-Ланки
  -  Чемпіон (4): 2015/16, 2016/17, 2017/18, 2023
- Прем'єр-ліга Дивізіон 1
  -  Чемпіон (1): 2012/13
- Дивізіон 3
  -  Чемпіон (1):  2009/10

Кубок
- Кубок ФА Шрі-Ланки
  -  Володар (1): 2014
- Трофей кубка ліги Президента
  -  Володар (2): 2016, 2017
- Срібний кубок
  -  Володар (1): 2010

## Стадіон
Домашні поєдинки ФК «Коломбо» зазвичай проводить на стадіоні «Міська ліга футболу», на які приходить від 500 до 700 уболівальників. Домашні матчі національного кубку проводять на стадіоні «Сугатхадаса» (якщо є можливість) або у Футбольному комплексі «Келанія». Матчі під егідою АФК проводять на стадіоні «Рейс Курс Комплекс» у Коломбо. На матчах Прем'єр-ліги Шрі-Ланки 2017 столична команда використовувала стадіони «Бедаггана нешнл трейнінг камп» та «Шаліка граундс».

## Молодіжна програма
ФК «Коломбо» створює та спонсорує безкоштовні програми для заняття футболом у столиці країни.
ФК «Коломбо» має спеціальну програму при стадіоні «Малігаватте Граундс», за якою вже протягом декілької років проводяться щотижневі заняття з футболу для молоді. Свій дебютний матч ФК «Коломбо» зіграв у 2008 році проти «Малігаватте Юз», в якому поступився з рахунком 1:2. Після розформування багатьох команд міста, ФК «Коломбо» допомагав функціонувати багатьом молодіжним командам столиці.
Академія футболу Коломбо організовує літні програми для дітей місцевих жителів та жителів інших місць, при цьому навчання в рамках програми безкоштовне.

## Виробники екіпірування та спонсори-постачальники
| Період | Виробники екіпірування | спонсори-постачальники |
| ------ | ---------------------- | ---------------------- |
| 2018-  | Nivia Sports           |                        |

## Посадові особи
- Засновник та президент – Саіф Юсуф
- Секретар – Абід Акрам

### Головний тренер
* Хассан Румі (2010–теп. час*)
- Діксон Сілва (2008)
- Сісіра Де Сілва (2009)
- Субхані Хашимдін (2010)

### Асистент тренера
- Махінда Галагедера – Тренер воротарів (2009)
- Лаліт Верасінге – Тренер воротарів (2013–2017)

##### Менеджер команди
* Ікбал Мохамед (2008–теп. час*)

## Відомі гравці
- Камо Стефан Баї
- Чокі Вангчук
- Брайт Мідделтон Мендс